# Saint-Jean-de-la-Léqueraye
Saint-Jean-de-la-Léqueraye település Franciaországban, Eure megyében. Lakosainak száma 67 fő (2018. január 1.). Saint-Jean-de-la-Léqueraye Saint-Georges-du-Vièvre községgel határos.

## Népesség
A település népessége az elmúlt években az alábbi módon változott:
| Lakosok száma | 71   | 57   | 51   | 46   | 48   | 55   | 58   | 66   | 66   | 67   |
|               | 1968 | 1975 | 1982 | 1999 | 2006 | 2011 | 2013 | 2016 | 2017 | 2018 |